# Halo: The Fall of Reach
Halo: The Fall of Reach es una novela de ciencia ficción escrita en el 2001 por Eric Nylund, basada en la serie de videojuegos Halo, precuela de Halo: Combat Evolved —el primer videojuego de la serie—. Ésta se ambienta en el universo de ficción de Halo, que tiene lugar en el siglo XXVI a través de varios planetas y lugares. La trama detalla los acontecimientos que condujeron hasta el juego virtual y explica los orígenes de los supersoldados Spartan-II, narrando la historia del protagonista de la serie, el Jefe Maestro.
Tras su publicación el 30 de octubre de 2002 luego del lanzamiento de Halo: Combat Evolved, difiere algo de éste; ya que fue concebida luego de que Nylund discutiera la posibilidad de una novela de Halo con el grupo de desarrollo de franquicias de Microsoft. Para la redacción de la novela se creó la "Biblia de la historia Halo" para ayudar a Nylund a conservar el canon de Halo. La novela fue escrita en siete semanas; el plazo más breve en el que Nylund ha escrito.
El libro fue bien recibido por la crítica, que opinó que la novela añadía profundidad a la trama del juego; pero la gran cantidad de personajes fue visto como una deficiencia. Con la venta de más de un millón de copias, el éxito de Halo: La Caída de Reach labró el camino para posteriores novelizaciones de juegos de Xbox; incluyendo otro libro de Halo. La secuela de esta novela, titulada Halo: The Flood, fue escrita por William Corey Dietz.

## Antecedentes y escritura
Eric Nylund había discutido con Eric Trautmann, miembro del grupo de desarrollo de franquicias de Microsoft la posibilidad de una novela relacionada con Halo, antes de que Halo: Combat Evolved fuese desarrollado; pero se pospuso debido a inhabilidades legales. "Nylund asumió este retraso positivamente, ya que le permitió ver el desarrollo del juego en casi todas sus etapas antes de empezar a escribir. Él escribió el libro basado en un esquema aprobado por Bungie Studios y la "Biblia de Halo", un libro que contenía toda la información sobre los personajes y el universo de Halo, de manera que sus escritos no entraran en conflicto con otras publicaciones de Halo. Nylund encontró más fácil escribir con la "Biblia", que le proporcionaba los detalles que ya se habían establecido, realizando solo pequeñas reformas para encajar la novela en este universo. A las siete semanas, Nylund había escrito el libro.

## Sinopsis

### Escenario
La Caída de Reach tiene lugar en el universo de Halo entre el año 2517 hasta los eventos de 2552. En el universo Halo es posible viajar más rápido que la velocidad de la luz, a través del desliespacio; un espacio donde la relatividad especial no aplica. Esto permite a los humanos colonizar cientos de planetas, los cuales son administrados por el Mando Espacial de las Naciones Unidas (UNSC o MENU en español). Sintiéndose reprimidas por el régimen autoritario del UNSC, algunas colonias se rebelan. Por temor a que los rebeldes desintegren el Consejo de Seguridad, los altos mandos militares aprueban el Proyecto SPARTAN-II; un escuadrón secreto de súper soldados para reprimir discretamente la rebelión.

### Personajes
El protagonista de La Caída de Reach es el Jefe Maestro, del cual se detalla su reclutamiento y formación, mientras se introducen otros personajes que serán trascendentes en la historia. La Doctora Catherine Halsey, creadora del Proyecto SPARTAN-II es presentada en el libro junto con Jacob Keyes, cuando aún es Teniente; aunque al final de la novela éste ha sido ascendido a Capitán. Franklin Mendez es el instructor físico de los spartans, mientras que la entidad de inteligencia artificial llamada Déjà les enseña historia y estrategia militar. Cortana, la entidad de Inteligencia artificial que acompaña al Jefe Maestro en gran parte de la serie también está presente como ayudante de la Dra. Halsey en la preparación de las misiones de los spartans.

### Argumento
La novela inicia con la Dra. Catherine Halsey y el Teniente Jacob Keyes viajando para conocer a John, un niño de seis años. La Dra. Halsey revela a Keyes que John es uno de los ciento cincuenta niños que poseen un marcador genético que los hace aptos para prestar servicio militar en el Proyecto SPARTAN-II, un proyecto militar secreto con el objeto de crear súper soldados para sofocar rebeliones contra el Consejo de Seguridad. Setenta y cinco de los niños son secuestrados por agentes de la Oficina de Inteligencia Naval y sustituidos por clones imperfectos que mueren al poco tiempo por causas naturales. A partir de este momento, los reclutas solo son conocidos por su nombre y su número de tres dígitos. John-117 y el resto de los niños son reclutados y entrenados por Franklin Mendez. John demuestra gran capacidad de liderazgo, siendo ascendido al rango de Líder de Escuadrón. En el año 2525, una serie de mejoras quirúrgicas convierten a los integrantes del Proyecto SPARTAN-II en súper soldados, a costa de la vida de más de la mitad de los setenta y cinco integrantes iniciales. Además, los reclutas son dotados con la armadura Mjolnir; diseñada para responder a los pensamientos del soldado y quintuplicar su fuerza y velocidad. Luego de esto a John-117 se le da el rango de Suboficial. Los spartans son un gran éxito, pero cambian de prioridades después de que un colectivo de razas alienígenas conocida como el "Covenant" comienza a destruir colonias humanas, y declaran el exterminio de la humanidad como la voluntad de sus dioses.
Para el año 2552, se va perdiendo en la guerra contra el "Covenant". La superioridad tecnológica de éstos hace que las batallas se inclinen a su favor, y el UNSC sólo gana batallas a costa de grandes pérdidas. Para evitar que sean descubiertas más colonias humanas, el Almirante Cole crea entonces el "Protocolo Cole".

## Recepción

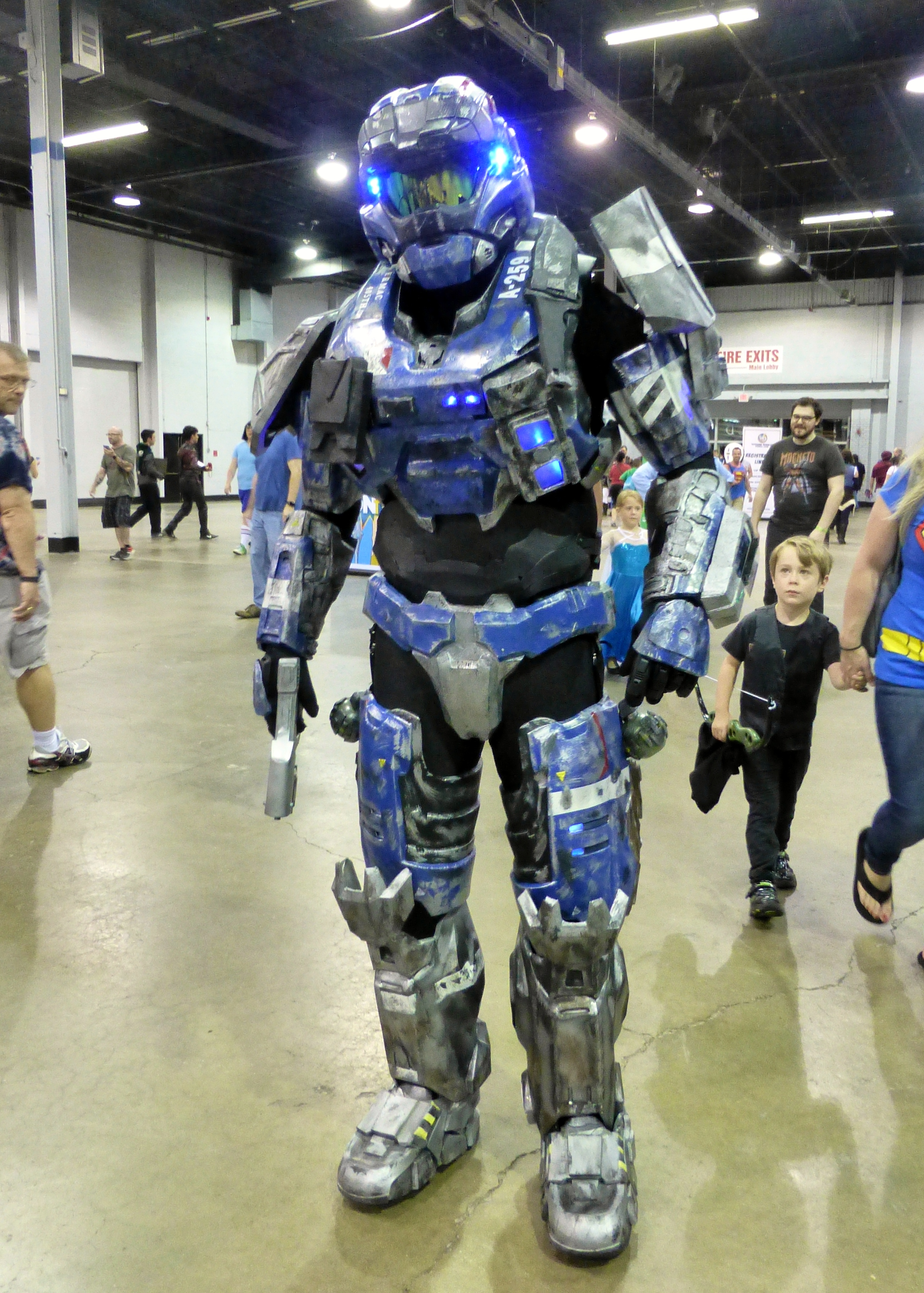
Cosplay de Halo Spartan en el Wizard World Chicago de 2015.

La reacción de la crítica hacia el libro fue positiva, en particular hacia la profundidad que el libro aporta al universo de Halo. El crítico Eric Qualls comentó: "Es interesante leer y tener un mejor entendimiento y apreciación general del universo de Halo". Qualls destacó positivamente su lectura comparándola con la forma de narrar historias de Robert Heinlein en su novela Tropas del espacio. Brad Gallaway, de Game Critics, elogió el trasfondo del libro y la calidad de la historia. El crítico Gene Park toma nota de las descripciones del libro y dice: "Va más allá de lo presentado en el juego" y lo califica de "vibrante y entusiasta". También elogió los personajes presentados en la novela argumentando que "todo encaja perfectamente en el universo de Halo, pero algunas veces hay demasiados personajes por recordar". Sal Accardo, de 3D Action Planet, dijo del libro: "No va a ganar ningún Pulitzer. Está bien escrito y es sólido, pero básicamente es una película de acción presentada en forma de libro", pero elogió la presentación arenosa de los spartans. Don D'Ammasa, de Science Fiction Chronicle, afirmó que el libro fue "escrito competentemente", pero subrayó que el argumento era "ingenuo".
Aunque inicialmente el libro tuvo muy poca rotación, llegó a convertirse en un best seller de Publishers Weekly. La Caída de Reach alcanzó a vender más de cien mil ejemplares en 2003 y un millón de copias a diciembre de 2009. El éxito de la novela llevó a Microsoft a firmar un acuerdo con la editorial Del Rey para la publicación de tres novelas basadas en juegos de Xbox, así como la publicación de otra novela de Halo. La siguiente novela de la franquicia sería Halo: The Flood, escrita por William Corey Dietz y publicada en el 2003. Un Jefe Maestro mucho más humano en la novela, llevó a Bungie Studios a reimaginar el personaje para el juego Halo 2, haciendo de este una persona dentro de una armadura y no un simple robot.
Stuart Beattie, el guionista de Pirates of the Caribbean: The Curse of the Black Pearl, escribió un guion para la realización de una película sobre La Caída de Reach, con la esperanza de que alguien se animara a producirla. Finalmente una película animada en computadora de una hora de duración fue estrenada en 2015, resumiendo el argumento de la novela.
En mayo de 2010, Thor anunció que reimprimiría las tres primeras novelas de Halo con nuevos contenidos y diseños de portada. La Caída de Reach se publicó nuevamente en agosto de 2010.

## Otros nombres
Halo The Fall of Reach también es comúnmente conocida como Halo: Fall of the Reach, o Halo Fall of the Reach; además se la conoce como Halo: Fall of Reach, o Halo Fall of Reach antes de la salida de Halo The Fall of Reach (en español Halo: La Caída de Reach, o Halo La Caída de Reach) o simplemente The Fall of Reach (en español La Caída de Reach).